# 交通部
交通部（こうつうぶ）とは、都道府県警察本部の部署の一つで、
交通規制、交通犯罪取締や捜査、交通事故処理、交通安全活動、運転免許業務などを行う。

## 概要
警察本部の交通部には交通企画課、交通規制課、交通指導課、運転免許課、交通機動隊、高速道路交通警察隊といった課が置かれている。交通企画課は、交通部の筆頭課であり主に交通警察全体の総合的調査、研究及び企画調整を業務としている。交通規制課は、主に交通規制、信号機や道路標識の整備、道路使用許可などを業務としている。交通指導課は交通指導取締り、交通事故捜査、暴走族対策等を行っており、運転免許課は運転免許の許可、取消し、停止、更新、講習、試験、交付などの業務を主に行っている。また、交通機動隊はパトカーや白バイの機動力を駆使した交通指導取締りを行っており、高速道路交通警察隊は、高速道路における交通指導取締り、交通事故捜査、交通規制等の業務を主に行っている。
ひき逃げ事件の捜査は基本的に交通部交通捜査課が中心となるが、被害者が各種事件に関与していた場合には刑事部や生活安全部、警備部（公安部含む）も捜査に参加する。
各警察署には警察本部の交通部の業務に対応する交通課が置かれている。交通課に庶務係、指導取締係、交通事故捜査係といった係が置かれ、管内におけるすべての交通警察業務に対応している。

## 組織（警視庁）
- 交通総務課

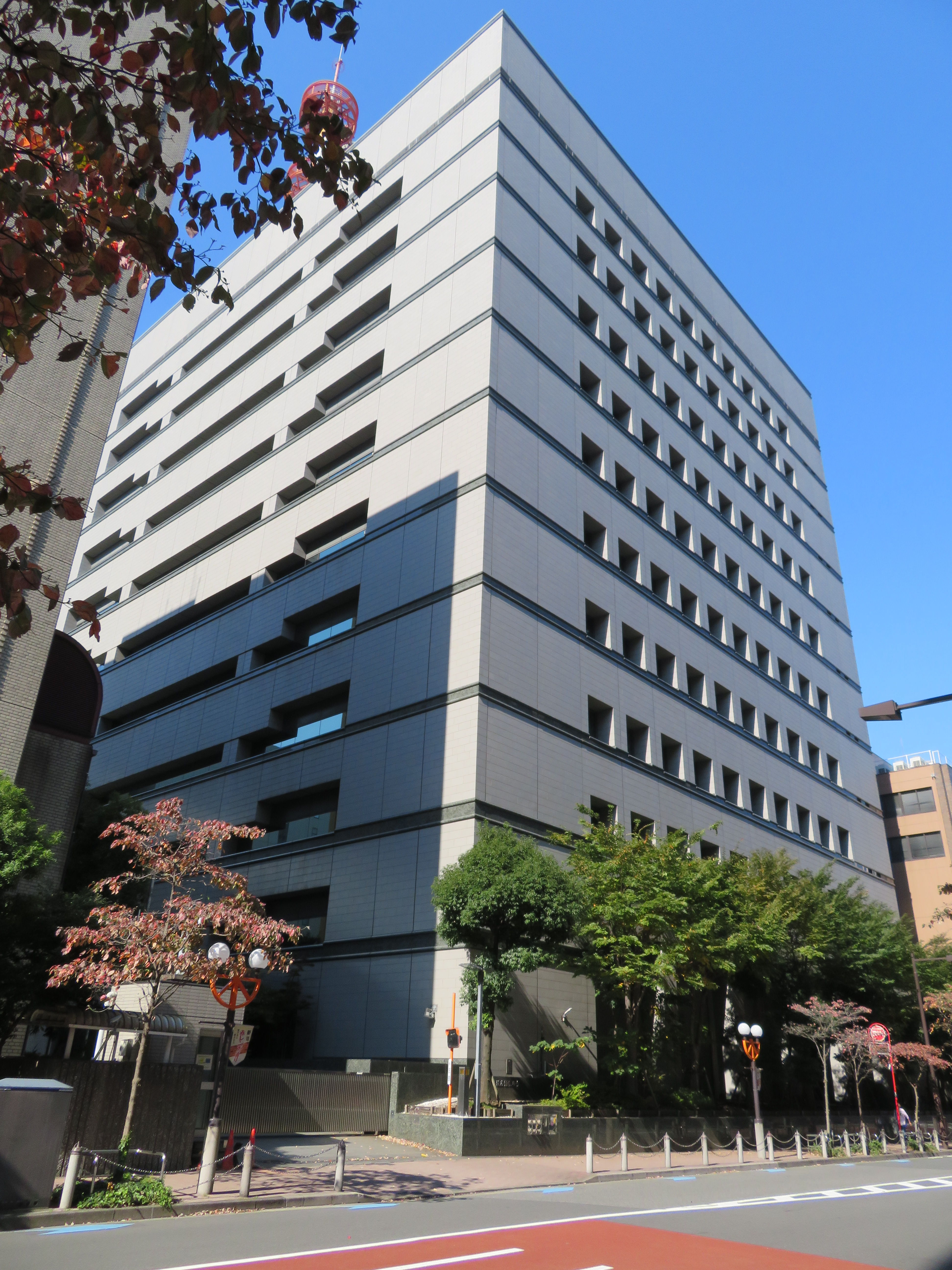
交通管制センターが置かれている警視庁新橋庁舎

  - 庶務係、会計係、積算係、交通企画第一～第二係、渉外広報係、法令係、交通安全対策第一～第二係、交通安全教育係、交通安全組織係、運用調整係、統計分析係、システム運用係
- 交通執行課
  - 執行第一～第三係、即決第一～第三係
  - 暴走族対策室 暴走族対策係、暴走族捜査係
  - 交通反則通告所 通告第一～第三係
  - 白バイ訓練所（世田谷区喜多見）
    - 訓練係
- 交通捜査課
  - 交通捜査企画係、交通捜査指導係、交通事故事件捜査第一～第三係、交通鑑識第一～第二係、交通特殊事件捜査第一～第二係
- 交通規制課
  - 規制第一～第二係、災害交通対策第一～第二係、安全施設第一～第二係、道路第一～-第二係、交通環境対策係
- 交通管制課
  - 信号機計画第1-第2係、信号機管理係、信号機整備第1係-第2係、システム設計係、システム管理係
  - 警視庁交通管制センター（港区新橋　警視庁新橋庁舎）
    - 管制計画係、管制運用係
- 駐車対策課
  - 駐車対策第1-第3係、駐車取締第1-第2係
  - 放置駐車対策センター
    - 企画運用係、データ審査係、違反金管理係、滞納処分係、使用制限係、追跡捜査係
- 運転免許本部（品川区東大井）
  - 庶務係、免許予算係、免許管理第1-第2係、処分管理係、処分調査係、審査登録第1-第2係、処分執行第1-第5係、教習所指導係、講習第1-第2係
- 運転免許試験場（3ヶ所）
  - 府中運転免許試験場
  - 鮫洲運転免許試験場
  - 江東運転免許試験場
- 交通機動隊（6隊：第一〜第四交通機動隊、第八方面、第九方面交通機動隊）
  - 隊長（警視）、管理官（副隊長）、隊本部（庶務係、計画係、事件係、整備係）、第1-第4中隊（各2個小隊、各小隊3個分隊）、騎馬隊（第二交通機動隊のみ）
- 高速道路交通警察隊（中央区新富）
  - 隊長（警視）、管理官（副隊長）、隊本部（庶務係、計画係、交通規制係、事件係、整備レッカー係）、第1-第4中隊（各3個小隊）
  - 八王子分駐所